# Bierzów (województwo opolskie)
Bierzów (niem. Bärzdorf) – wieś w Polsce położona w województwie opolskim, w powiecie brzeskim, w gminie Skarbimierz.
W latach 1975–1998 miejscowość administracyjnie należała do ówczesnego województwa opolskiego.

## Zabytki
Do wojewódzkiego rejestru zabytków wpisane są:
- kościół ewangelicki, z XVI w. znajduje się w centralnej części miejscowości, datowany na 1335 rok. Od 1534 roku kościół ewangelicki. Obecny zbudowany zapewne w XV w. z nawą dobudowaną lub zbudowaną w 1692 r. Na kalenicy nawy chorągiewka z datą 1692. Odnowiony w 1860 i 1871. Gotycki z barokową nawą, murowany z cegły, nawa otynkowana. Sklepienie krzyżowo-żebrowe.

Kościół otoczony murem - niewykluczone, że również XV wiecznym. 
- zajazd, obecnie dom nr 12, z XIX w.